# Hudson Country Club Eight
La Country Club Eight è un'autovettura prodotta dalla Hudson dal 1939 al 1940.

## Storia
Il telaio fu disponibile in due versioni, che si differenziavano per il passo, 3.099 mm e 3.277 mm. Il motore installato per entrambe le versioni era un otto cilindri in linea a valvole laterali da 4.169 cm³ di cilindrata avente un alesaggio di 76,2 mm e una corsa di 114,3 mm, che erogava 122 CV di potenza. La frizione era monodisco a umido, mentre il cambio era a tre rapporti con leva sullo sterzo. La trazione era posteriore. I freni erano idraulici sulle quattro ruote. Il cambio automatico era offerto come optional. 
Nel 1940 la linea fu aggiornata. Nell'occasione fu migliorato il motore, la cui potenza raggiunse i 128 CV. La Country Club Eight uscì di produzione nel 1941 venendo sostituita dalla Commodore Custom Eight.